# Patricia Adriani
María Asunción García Moreno, conocida artísticamente como Patricia Adriani (Madrid, 2 de junio de 1958), es una actriz española.

## Biografía
Su debut en la gran pantalla tiene lugar en 1977, época de auge comercial del cine erótico y de destape, del que es rostro habitual en los comienzos de su carrera, pasando luego a intervenir en proyectos más elaborados y próximos al cine de autor como Los claros motivos del deseo (1977), de Miguel Picazo, Dedicatoria (1980), de Jaime Chávarri; Sus años dorados (1980), de Emilio Martínez Lázaro o El nido (1980), de Jaime de Armiñán.
En 1984 aparece en Las bicicletas son para el verano, de nuevo a las órdenes de Jaime Chávarri y en Últimas tardes con Teresa, de Gonzalo Herralde, además de encarnar a la Princesa de Éboli en la producción televisiva Teresa de Jesús, protagonizada por Concha Velasco. Lulú de noche y Guarapo son también trabajos de esa época.
Con posterioridad va disminuyendo su actividad profesional, destacando sus interpretaciones en las series de televisión Calle nueva (1997-1998), La virtud del asesino (1998) y Nada es para siempre (1999-2000) y en teatro Retorno al hogar (1994), de Harold Pinter.

## Premios
- Premio Sant Jordi a la mejor interpretación en película española por Dedicatoria, Sus años dorados y El nido (1980).